# Fokker B.II

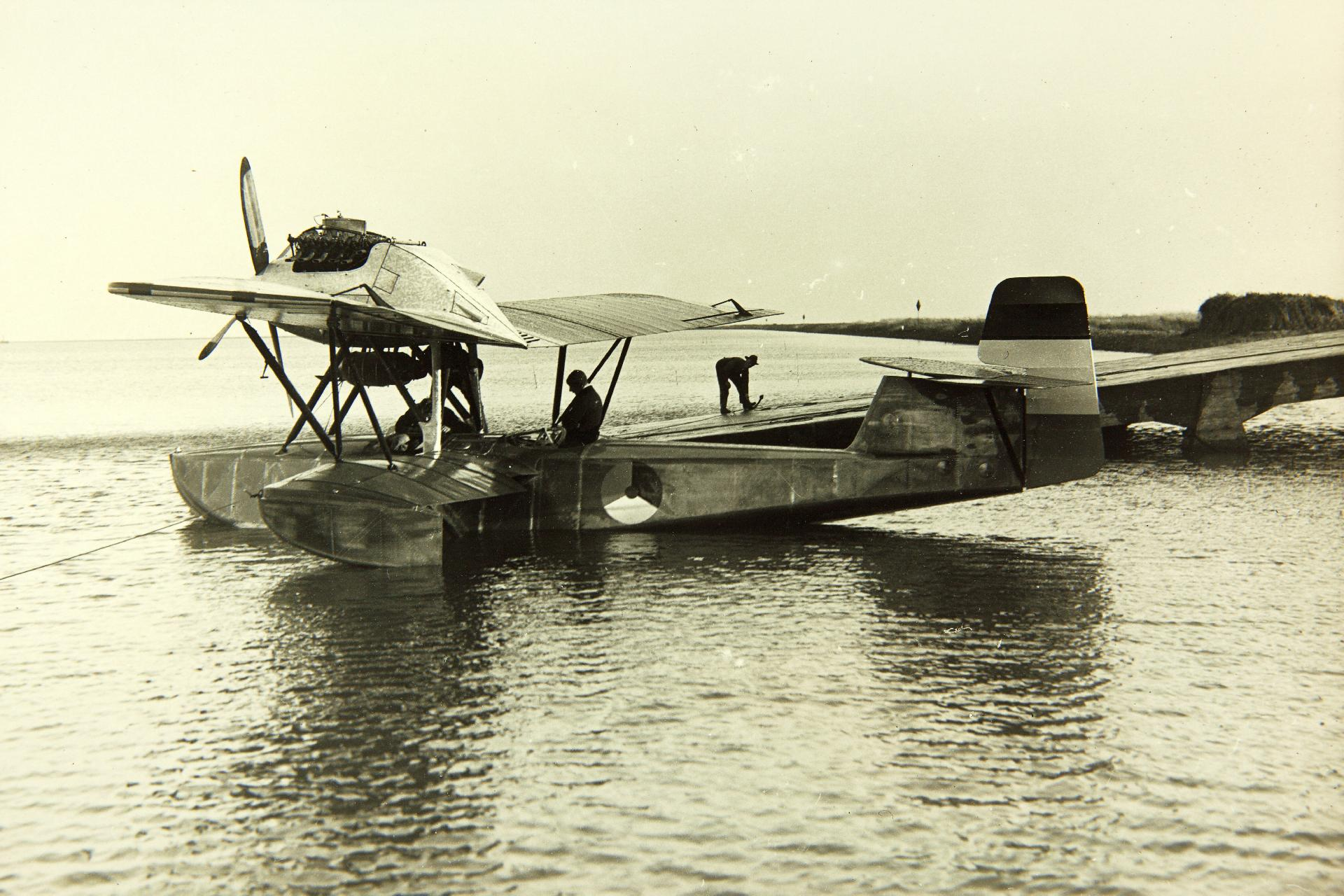
Fokker B.II

De Fokker B.II was een verkenningsvliegtuig dat door Fokker werd ontwikkeld en gebouwd.
In 1923 ontwikkelde Fokker een lichte zeeverkenner die was uitgevoerd als watervliegtuig. Een van de eisen was dat het toestel geschikt moest zijn voor een katapultstart vanaf een schip. De romp was geheel van metaal en er was ruimte voor drie bemanningsleden, een piloot, een waarnemer en een luchtschutter. De piloot en waarnemer zaten voor de vleugel en de luchtschutter achter de vleugel en had de beschikking over een beweegbare machinegeweer.
Op 15 december 1923 vond de eerste vlucht plaats vanaf Marinevliegkamp Schellingwoude bij Amsterdam. Daarna werd de B.II uitgebreid getest door de Marine Luchtvaartdienst Het toestel voerde hierbij geen registratie. Het voldeed niet aan de eisen van de MLD. Het toestel werd dan ook niet aangeschaft en er was ook geen ander koper voor. Later werd het toestel gesloopt.

## Specificaties
- Type: Fokker B.II
- Fabriek: Fokker
- Rol: Verkenningswatervliegtuig
- Bemanning: 3
- Lengte: 9,85 m
- Spanwijdte: 14,60 m
- Hoogte: 3,80 m
- Vleugeloppervlak: 40 m²
- Leeggewicht: 1300 kg
- Maximum gewicht: 2100 kg
- Motor: 1 × Rolls-Royce Eagle XII watergekoelde V-12, 270 kW (360 pk)
- Propeller: vierbladig
- Aantal gebouwd: 1
- Eerste vlucht: 15 december 1923

Prestaties
- Maximumsnelheid: 195 km/u
- Maximum vluchtduur: 4 uur
- Plafond: 4000 m